# Хуршид Аслам
Хуршид Аслам (6 квітня 1936 — 1993) — пакистанський хокеїст на траві.
Олімпійський чемпіон 1960 року.